# I. Róbert normandiai herceg
I. Róbert (1000. június 22. – 1035. július 1.–3.), Normandia hercege 1027-től haláláig, I. Vilmos angol király édesapja.

## Családja

### Testvérei
- III. Richárd normandiai herceg
- Alíz
- Vilmos
- Eleonóra
- Matilda

### Féltestvérei
- Mauger
- William

## Élete
Róbert 1000. június 22-én született Normandiában, II. Richárd normandiai herceg és első felesége, Judit normandiai hercegné gyermekeként.

### Uralkodása
Apja a halála előtt Róbert bátyját, Richárdot nevezte meg utódaként a hercegség élén, aki 1026. augusztus 28-án lépett trónra III. Richárd néven, de uralma nem tartott sokáig, ugyanis hamar meghalt, körülbelül 25 éves korában, 1027. február 3-án, gyermeke pedig nem született feleségétől, akit 1027 januárjában vett el. Bátyja hirtelen halála után az addig Hiémois grófjának címét birtokló Róbert lett Normandia hercege I. Róbert néven.
Róbert sosem nősült meg, ám tartott ágyasokat. Egyikük,  Falaise-i Herleve egy fiúval ajándékozta meg őt, a későbbi Hódító Vilmos angol királlyal, aki 1028. körül született, a falaise-i várban, Normandiában.
Róbertnek volt még egy ismert fattyúgyermeke, Adelheid, akinek lehet, hogy ugyancsak Herleva volt az édesanyja, ám ez nem bizonyított. Adelheid körülbelül 1030-ban született, s háromszor is férjhez ment élete során. 
I. Róbert 1035. július 3-án, 35 éves korában hunyt el, Nikaiában. Utódja a hercegi trónon törvénytelen fia, a csupán 7 esztendős Vilmos lett, II. Vilmos néven, akit 1066. december 25-én, a hastingsi csata (1066. október 14.) győzelme után Anglia királyává koronáztak, I. Vilmos néven. Elnyerte a „Hódító” melléknevet, mivel erővel ragadta magához a koronát, letaszítva a trónról elődjét, II. Harold angol királyt, s megalapította Angliában a Normandiai-dinasztiát, melynek tagjai 88 éven át ültek a birodalom trónján. Hódító Vilmosnak tíz törvényes gyermeke (négy fiú és hat lány) született, arra azonban nincs bizonyíték, hogy fattyúgyermeke is született volna.
Később Vilmos két fiából (II. Vilmos és I. Henrik) is angol király lett.